# ويليام ويليس غارث
ويليام ويليس غارث (بالإنجليزية: William Willis Garth)‏ هو محامي وسياسي أمريكي، ولد في 28 أكتوبر 1828 في مقاطعة مورغان في الولايات المتحدة، وتوفي في 25 فبراير 1912 في هنتسفيل في الولايات المتحدة. حزبياً، نشط في الحزب الديمقراطي. وقد انتخب عضو مجلس النواب الأمريكي.